# Mansilla de las Mulas
Pour les articles homonymes, voir Mansilla.
Mansilla de las Mulas est un municipio (municipalité ou canton) de la comarque de Tierra de León, dans la province de León, de communauté autonome de Castille-et-León, dans le Nord de l'Espagne. C'est aussi le nom de la localité chef-lieu du municipio.
Cette localité est une halte sur le Camino francés du Pèlerinage de Saint-Jacques-de-Compostelle, à sa jonction avec la Ruta valdiniense.

## Histoire
Le combat de Mansilla s'y déroule le 30 décembre 1808 pendant la guerre d'indépendance espagnole.

## Démographie
| 1991 |  | 1996 |  | 2001 |  | 2004 |  | 2006 |  | 2010 |
| ---- |  | ---- |  | ---- |  | ---- |  | ---- |  | ---- |
| 1735 |  | 1785 |  | 1754 |  | 1811 |  | 1973 |  | 1913 |

## Culture et patrimoine

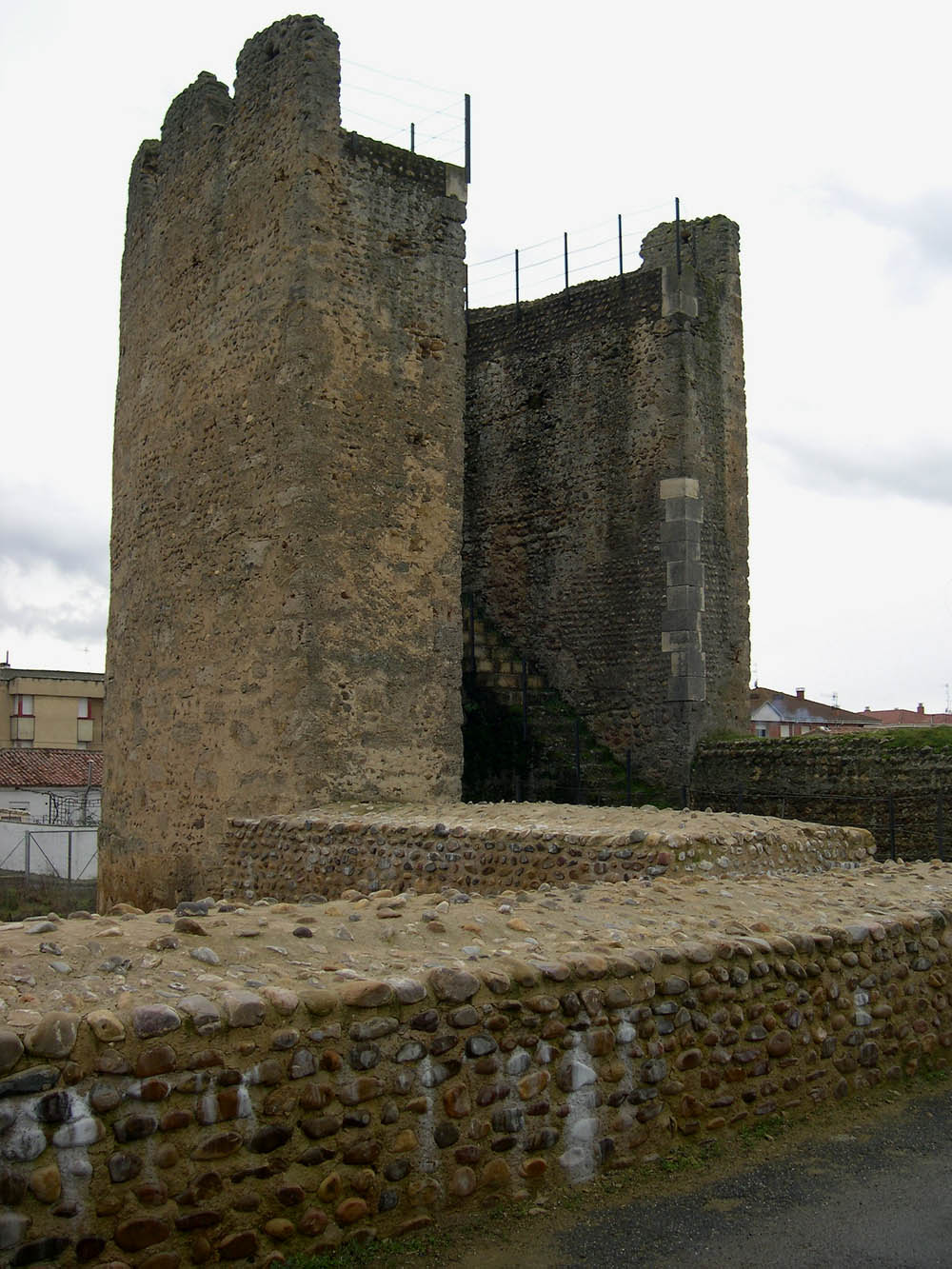
Mansilla de las Mulas, Torre de la muraille.

### Pèlerinage de Compostelle
Sur le Camino francés du Pèlerinage de Saint-Jacques-de-Compostelle, on vient de Reliegos de las Matas dans le municipio de Santas Martas.
La Ruta valdiniense fait sa jonction ici.
La prochaine halte est Villamoros de Mansilla, dans le municipio de Mansilla Mayor.

## Sources et références
- (es) Cet article est partiellement ou en totalité issu de l’article de Wikipédia en espagnol intitulé « Mansilla de las Mulas » (voir la liste des auteurs).
- Grégoire, J.-Y. & Laborde-Balen, L. , « Le Chemin de Saint-Jacques en Espagne - De Saint-Jean-Pied-de-Port à Compostelle - Guide pratique du pèlerin », Rando Éditions, mars 2006,  (ISBN 2-84182-224-9)
- « Camino de Santiago St-Jean-Pied-de-Port - Santiago de Compostela », Michelin et Cie, Manufacture Française des Pneumatiques Michelin, Paris, 2009,  (ISBN 978-2-06-714805-5)
- « Le Chemin de Saint-Jacques Carte Routière », Junta de Castilla y León, Editorial

1. ↑  www.cajaespana.es : Budget du municipio en 2008.